# Gortva
Gortva, ungarisch Gortvakisfalud (bis 1927 slowakisch auch „Gortvianska Vieska“) ist eine Gemeinde in der südlichen Mittelslowakei mit 472 Einwohnern (Stand 31. Dezember 2024), die im Okres Rimavská Sobota, einem Kreis des Banskobystrický kraj, liegt und zur traditionellen Landschaft Gemer gehört.

## Geographie

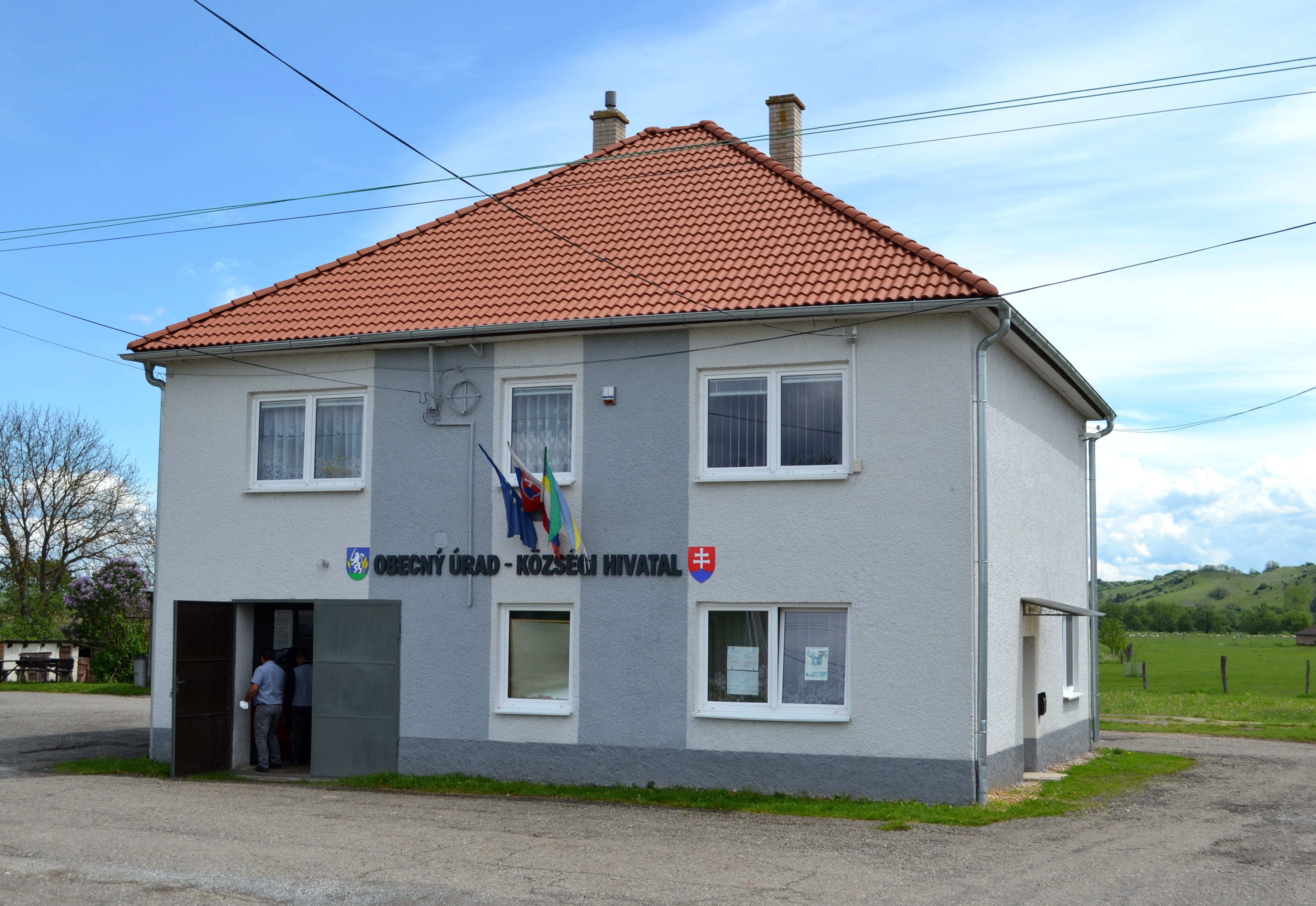
Gemeindeamt von Gortva

Die Gemeinde befindet sich am Übergang vom Talkessel Rimavská kotlina (Teil der größeren Einheit Juhoslovenská kotlina) in den nordöstlichen Teil des Berglands Cerová vrchovina, beiderseits des Flüsschens Gortva im Einzugsgebiet der Rimava. Das Ortszentrum liegt auf einer Höhe von 197 m n.m. und ist 16 Kilometer von Rimavská Sobota entfernt.
Zur Gemeinde gehören neben dem Hauptort auch die Katastralgemeinden Bizovo und Čenice, beide als Exklaven südwestlich beziehungsweise südöstlich des Hauptortes.
Nachbargemeinden des Hauptortes sind Gemerček und Rimavské Janovce im Norden, Jesenské im Osten, Hodejovec im Süden und Hodejov im Westen.

## Geschichte

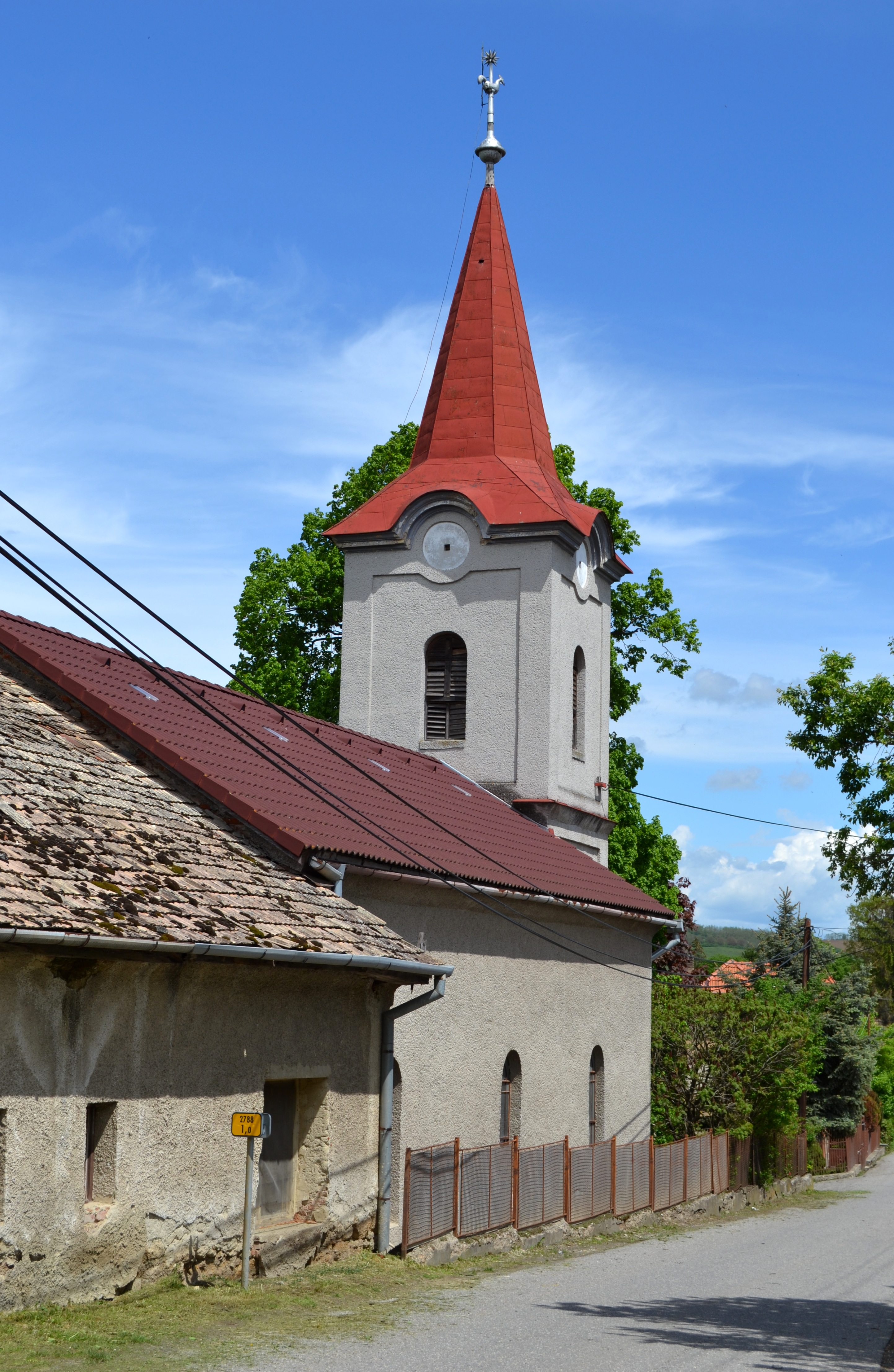
Reformierte Kirche in Gortva

Gortva wurde zum ersten Mal 1326 als Gurtuatu schriftlich erwähnt, 1383 erscheint die Namensform Kisfalud. Der Ort wurde zum Besitz des Landadels und teilweise der Familie Feledi. In der Zeit der Türkenkriege flüchteten die meisten Einwohner und das menschenleere Gebiet wurde an die Burgherrschaft von Hodejov angeschlossen. Erst im 18. Jahrhundert kehrten Menschen zurück. 1828 zählte man 52 Häuser und 430 Einwohner, die als Landwirte beschäftigt waren.
Bis 1918/19 gehörte der im Komitat Gemer und Kleinhont liegende Ort zum Königreich Ungarn und kam danach zur Tschechoslowakei beziehungsweise heute Slowakei. Auf Grund des Ersten Wiener Schiedsspruchs lag er von 1938 bis 1944 noch einmal in Ungarn.

## Bevölkerung
| Jahr                | 1994 | 2004     | 2014    | 2024     |
| ------------------- | ---- | -------- | ------- | -------- |
| Anzahl der Personen | 428  | 518      | 543     | 472      |
| Unterschied         |      | +21,02 % | +4,82 % | −13,07 % |

| Jahr                | 2023 | 2024    |
| ------------------- | ---- | ------- |
| Anzahl der Personen | 461  | 472     |
| Unterschied         |      | +2,38 % |

Gemäß der Volkszählung 2011 wohnten in Gortva 528 Einwohner, davon 414 Magyaren, 84 Slowaken, vier Rom, drei Tschechen und ein Ukrainer. Ein Einwohner gab eine andere Ethnie an und 21 Einwohner machten keine Angabe zur Ethnie.
441 Einwohner bekannten sich zur römisch-katholischen Kirche, 28 Einwohner zur reformierten Kirche, jeweils vier Einwohner zu den Zeugen Jehovas und zur griechisch-katholischen Kirche sowie jeweils ein Einwohner zur Evangelischen Kirche A. B. und zur orthodoxen Kirche. 25 Einwohner waren konfessionslos und bei 24 Einwohnern wurde die Konfession nicht ermittelt.

## Baudenkmäler
- reformierte (calvinistische) Kirche im neoklassizistischen Stil aus dem Jahr 1911[6]

## Verkehr
Gortva besitzt eine Haltestelle an der Bahnstrecke Bánréve–Fiľakovo und ist über die Straße 3. Ordnung 2788, die nördlich der Eisenbahn die Straße 2. Ordnung 571 (Fiľakovo–Jesenské) trifft, erreichbar.